# جون مولر (صحفي)
جون مولر (بالفنلندية: Knud Möller)‏ هو صحفي فنلندي، ولد في 17 يناير 1919 في هلسنكي في فنلندا، وتوفي في 24 أبريل 1993.